# BBVA體育場
BBVA體育場，暱稱為"El Gigante de Acero" (Spanish for "The Steel Giant")，原名為Estadio BBVA Bancomer，是一座位於墨西哥瓜達盧佩由FEMSA和蒙特雷開發的體育場，由西班牙外换银行冠名。

## 外部連結
- 官方网站
- (Outdated) Official website
- Official website Vergara y Fernandez de Ortega Arquitectos （页面存档备份，存于）